# Список умерших в 954 году

## Январь
- 25 января — Ашот II, царь картвелов и куропалат Картли-Иберии, правитель Тао-Кларджети из династии Багратионов (937—954).

## Июль
- 22 июля — Арнульф, пфальцграф Баварии (938—954)[1].

## Август
- 31 августа — Альберих II Сполетский, римский патриций и сенатор с 932 года[2].
- Нух I, эмир династии Саманидов (943—954).

## Сентябрь
- 10 сентября — Людовик IV Заморский, король Западно-Франкского королевства (936—954)[3].

## Октябрь
- 25 октября — Фридрих, архиепископ Майнца (937—954).

## Дата смерти неизвестна или требует уточнения
- Доцибилис II, правитель Гаэты[4].
- Келлахан Кашиль, король Манстера из династии Кашелских Эоганахтов (ок. 944—954)[5].
- Малькольм I, король Альбы (Шотландии) (943—954) из династии Макальпинов[6].
- Эдвин ап Хивел, король Дехейбарта (950—954)[7].
- Эйрик I Кровавая Секира, король (конунг) Норвегии (930—934/935), король Нортумбрии (Йорка) (947—948 и 952—954)[8].